# Радзьонткув
Радзьонткув (пол. Radziątków) — село в Польщі, у гміні Воля-Кшиштопорська Пйотрковського повіту Лодзинського воєводства.
Населення — 244 особи (2011).
У 1975-1998 роках село належало до Пйотрковського воєводства.

## Демографія
Демографічна структура станом на 31 березня 2011 року:
|          | Загалом | Допрацездатний вік | Працездатний вік | Постпрацездатний вік |
| -------- | ------- | ------------------ | ---------------- | -------------------- |
| Чоловіки | 111     | 23                 | 77               | 11                   |
| Жінки    | 133     | 32                 | 71               | 30                   |
| Разом    | 244     | 55                 | 148              | 41                   |